# Аждахак
Аждахак (јерм. Աժդահակ) је угашена вулканска купа и највиши врх Гегамских планина, са надморском висином од 3.597 метара. Последња ерупција десила се око 1900. п. н. е. (са степеном одступања од +/- 1000 година). Налази се у источном делу Јерменске висоравни, у подручју јерменског марза Гехаркуник.
После Арагаца и Капуџуха, Аждахак је трећи по висини планински врх у Јерменији.
У кратеру на самом врху налази се малено језеро, димензија 150х110 м, које се храни топљењем снега (површина језера лежи на надморској висини од 3.509 м), а 6 км северније је прелепо планинско језеро Акналич. Са врха се пружа поглед на цео ланац Гегамских планина и језеро Севан, а могу се видети и врхови Арагаца и Арарата.
Име потиче од персијске речи која означава нешто велико и гигантско. Иако је подручје веома интересантно у туристичком смислу, број посетилаца је ограничен због изолованости терена и лоше саобраћајне инфрасруктуре.

## Геологија
У својој основи, вулканска купа Аждахака је пречника од око 1.600 метара, а у односу на остатак Гегамског платоа издиже се око 370 метара. Површина коју је лавом засуо овај вулкан је око 8 км². Купа је изграђена од пешчара, лапила, пепела, стврднуте лаве и другим облицима вулканског материјала.
Пречник кратера је око 500 метара, а највећа дубина 90 метара. На источним обронцима на надморској висини од око 3.470 м налази се паразитски кратер из ког се лава у јаким потоцима кретала ка истоку и североистоку. Још две мање паразитске купе се налазе на јужним и југоисточним обронцима.

## Петроглифи
Доказ најранијих људских насеља на овом подручју су бројни петроглифи пронађени на стенама на надморској висини измђе 2.600 и 3.200 метара. На тим праисторијским сликама углавном доминирају мотиви везани за свакодневне људске активности, попут лова, битака или плесова, а бројни су и симболи који представљају разна божанства, митолошке појаве али и небеска тела.